# Collégiale Saint-Pierre de La Romieu
La collégiale Saint-Pierre de La Romieu est un ensemble constitué d'un cloître, d'une église, de deux tours et des restes d'un ancien palais. Elle est située dans le village de La Romieu au nord du département du Gers en France. 
L'église et le cloître sont classés au titre des monuments historiques depuis 1901, la collégiale est également classée au Patrimoine Mondial par l'Unesco depuis 1998, dans le cadre de l'inscription des chemins de Saint-Jacques-de-Compostelle.

## Historique
Un ancien prieuré est fondé à La Romieu par deux moines qui, selon la tradition, revenaient d'un pèlerinage à Rome, d'où le nom. En 1312, le cardinal Arnaud d'Aux l'acquiert pour y fonder la collégiale. Ce prince de l'église, parent du pape Clément V et natif de La Romieu, était le camérier de la cour pontificale : il en était en quelque sorte le véritable ministre des finances.

## Description

### Extérieur
Cet édifice qui constitue une étape sur le chemin de Saint-Jacques de Compostelle, présente une longue et haute nef à quatre travées flanquées de deux tours : l'une carrée est le clocher tandis que l'autre, de forme octogonale, contient de bas en haut la sacristie, l'ancienne salle capitulaire, la salle des archives et le belvédère.

### Intérieur

#### Lasacristie
Les peintures murales en médaillons représentent les apôtres de Jésus, des saints et des évêques.
Les peintures de la voûtes représentent des anges et des anges musiciens.

## Galerie

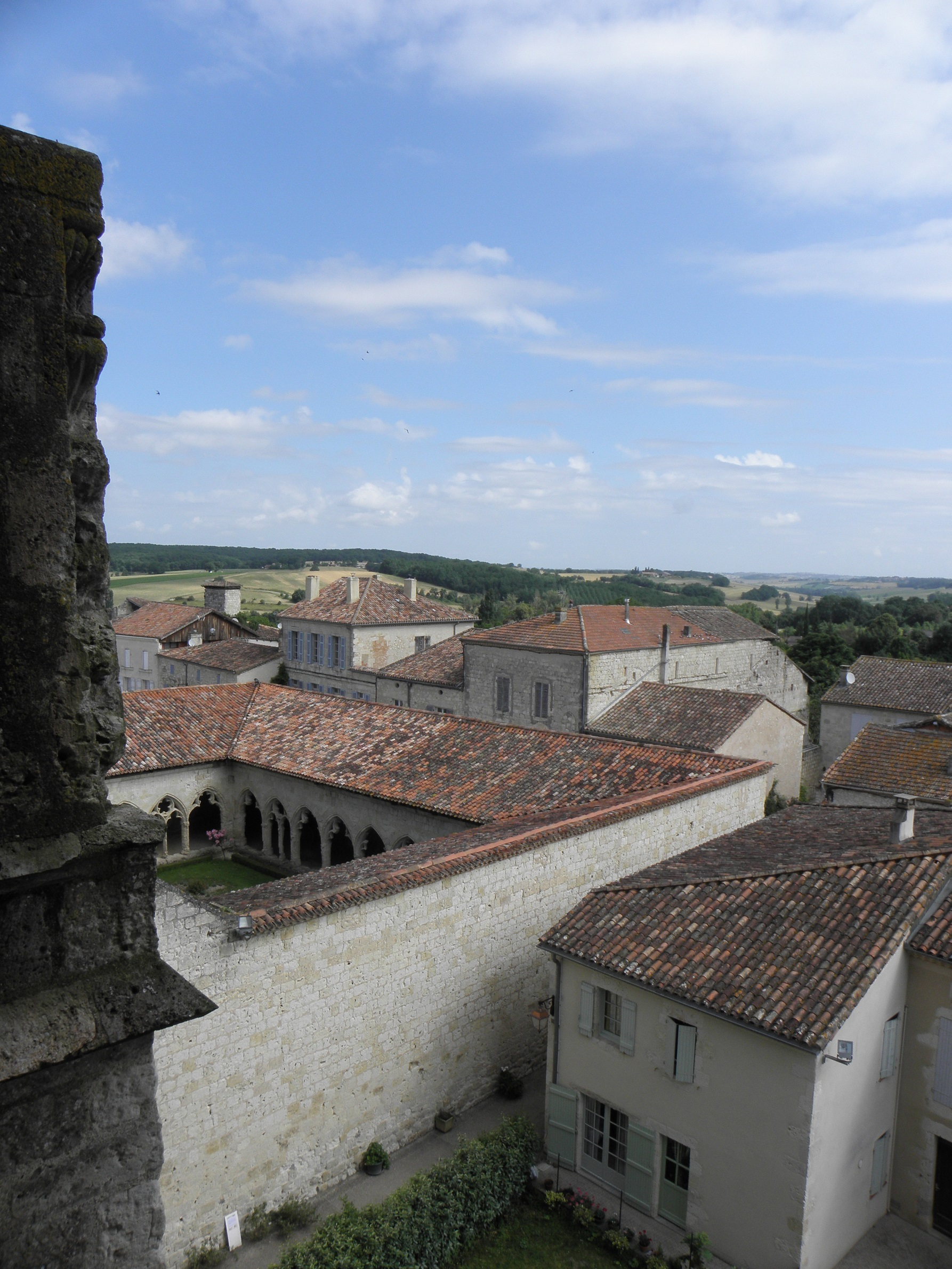
Vue sur le cloître
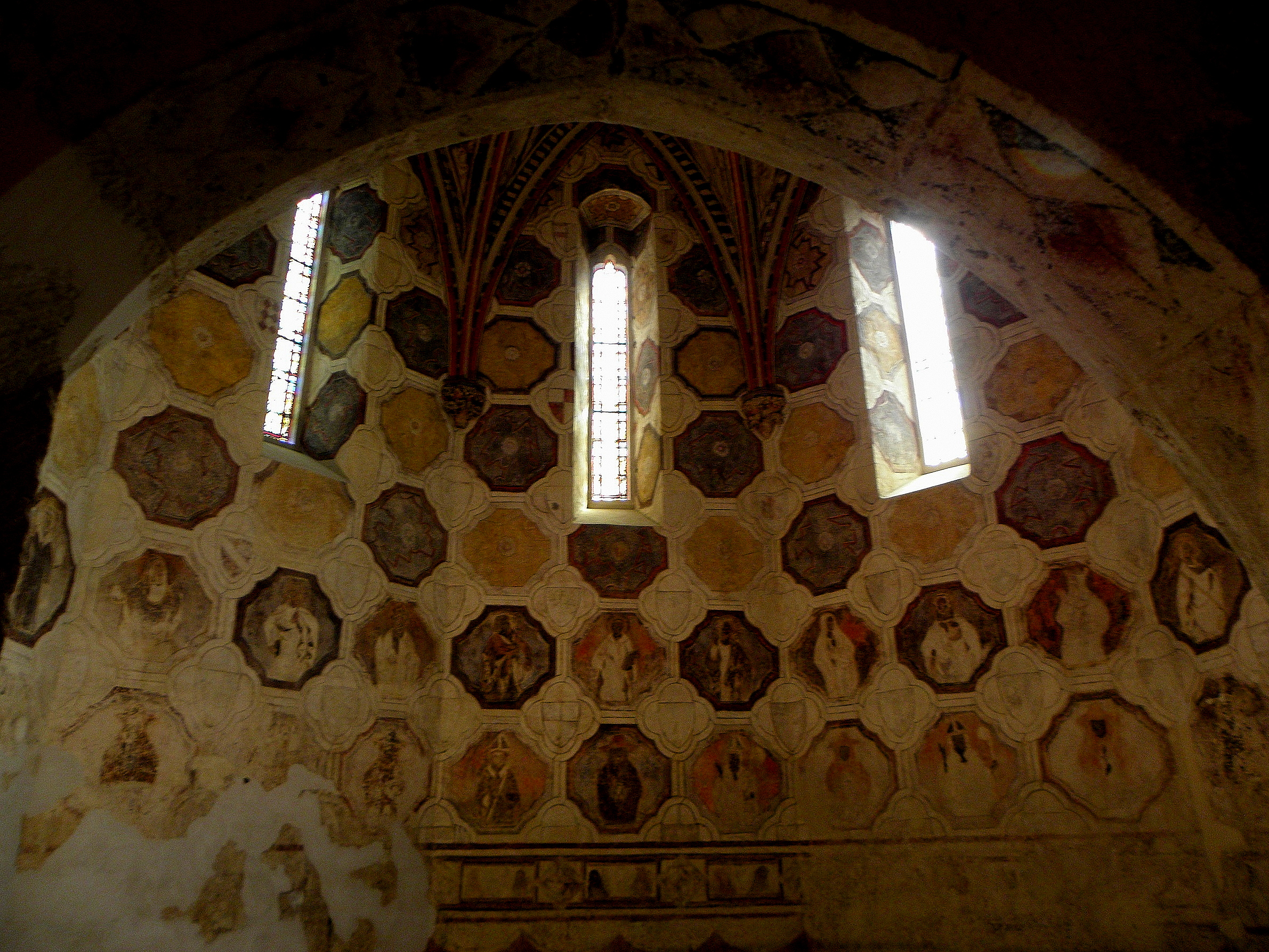
Peintures de la sacristie
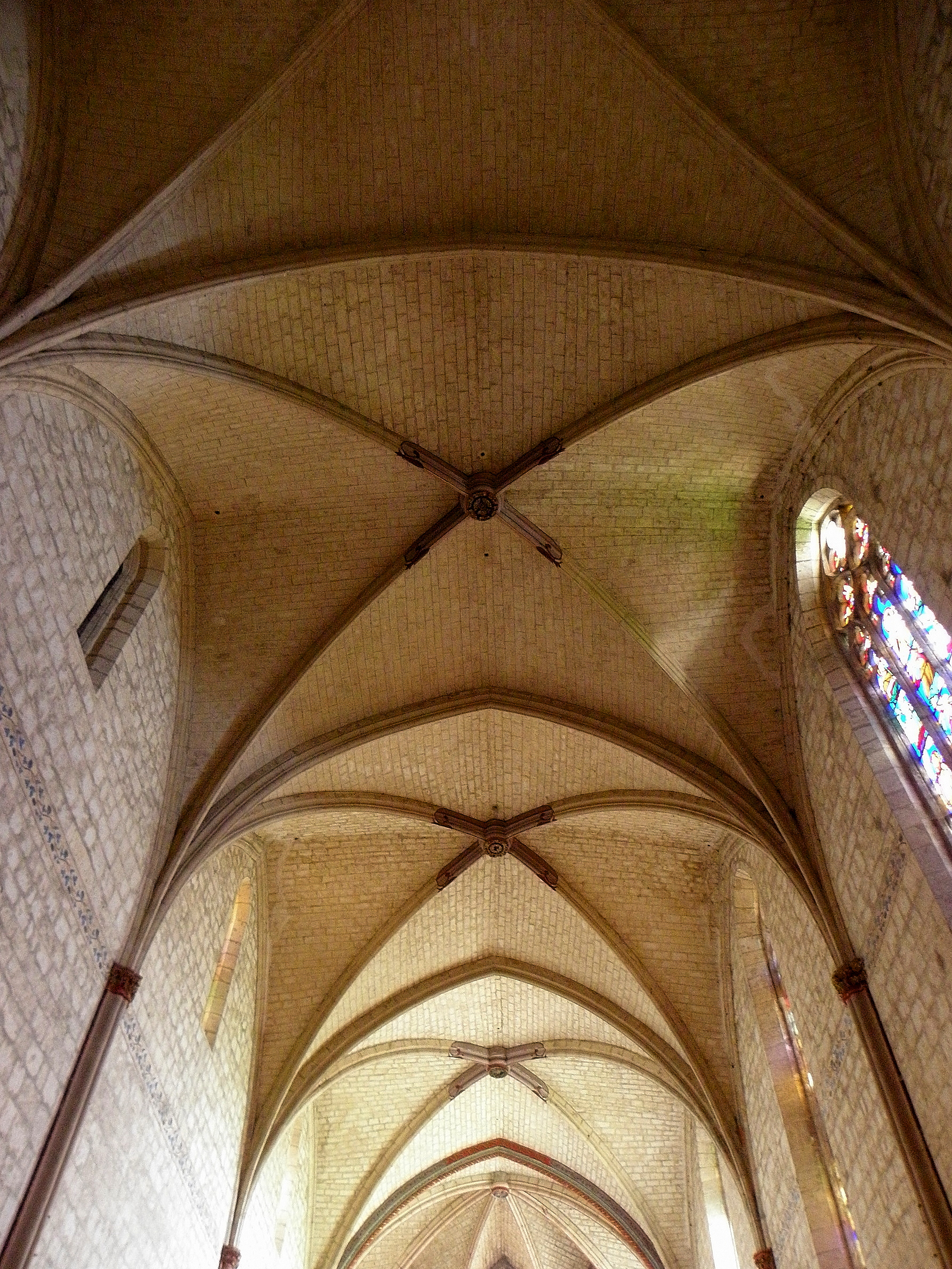
Voûte de la nef
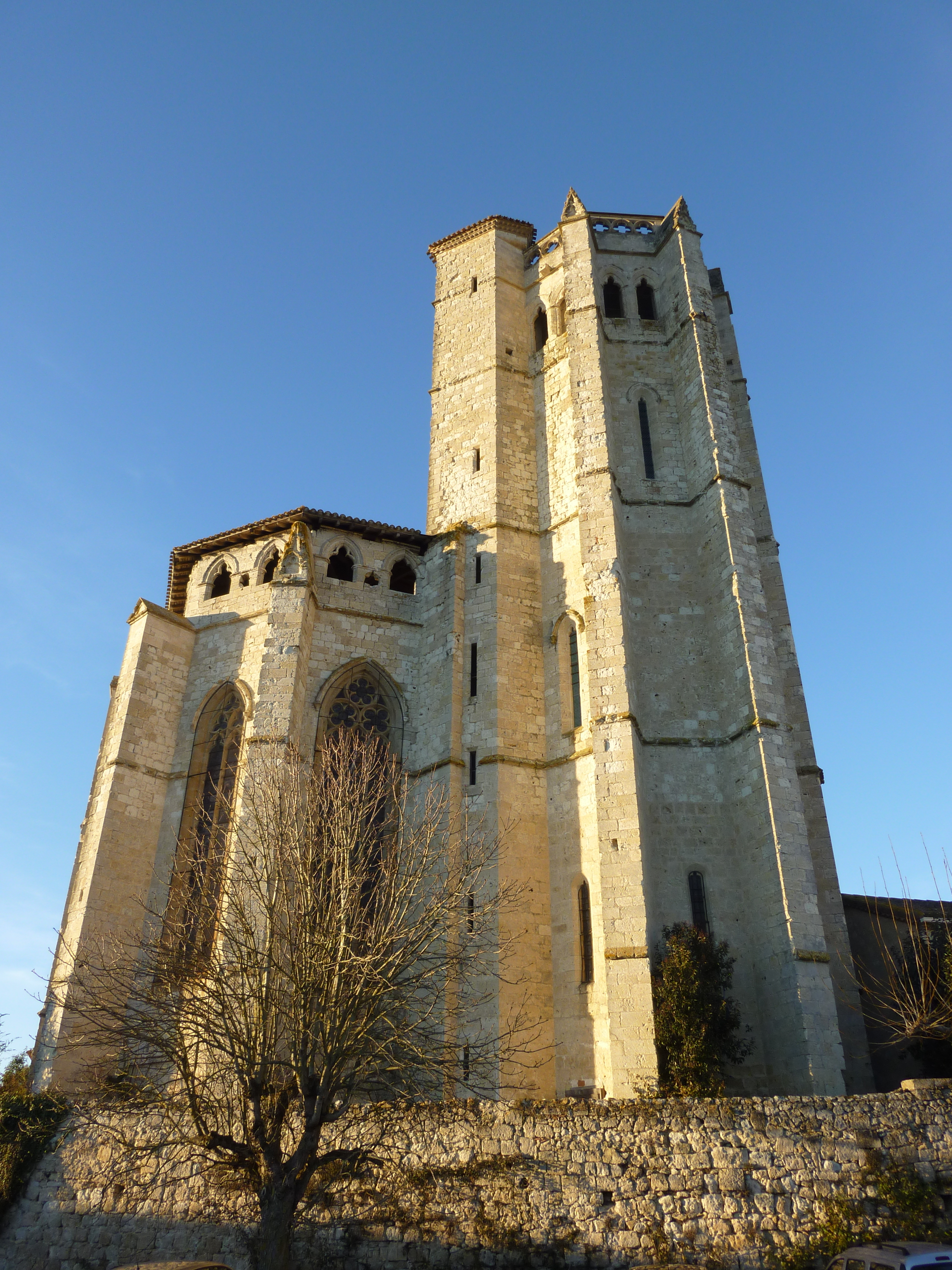
Tour orientale et chevet
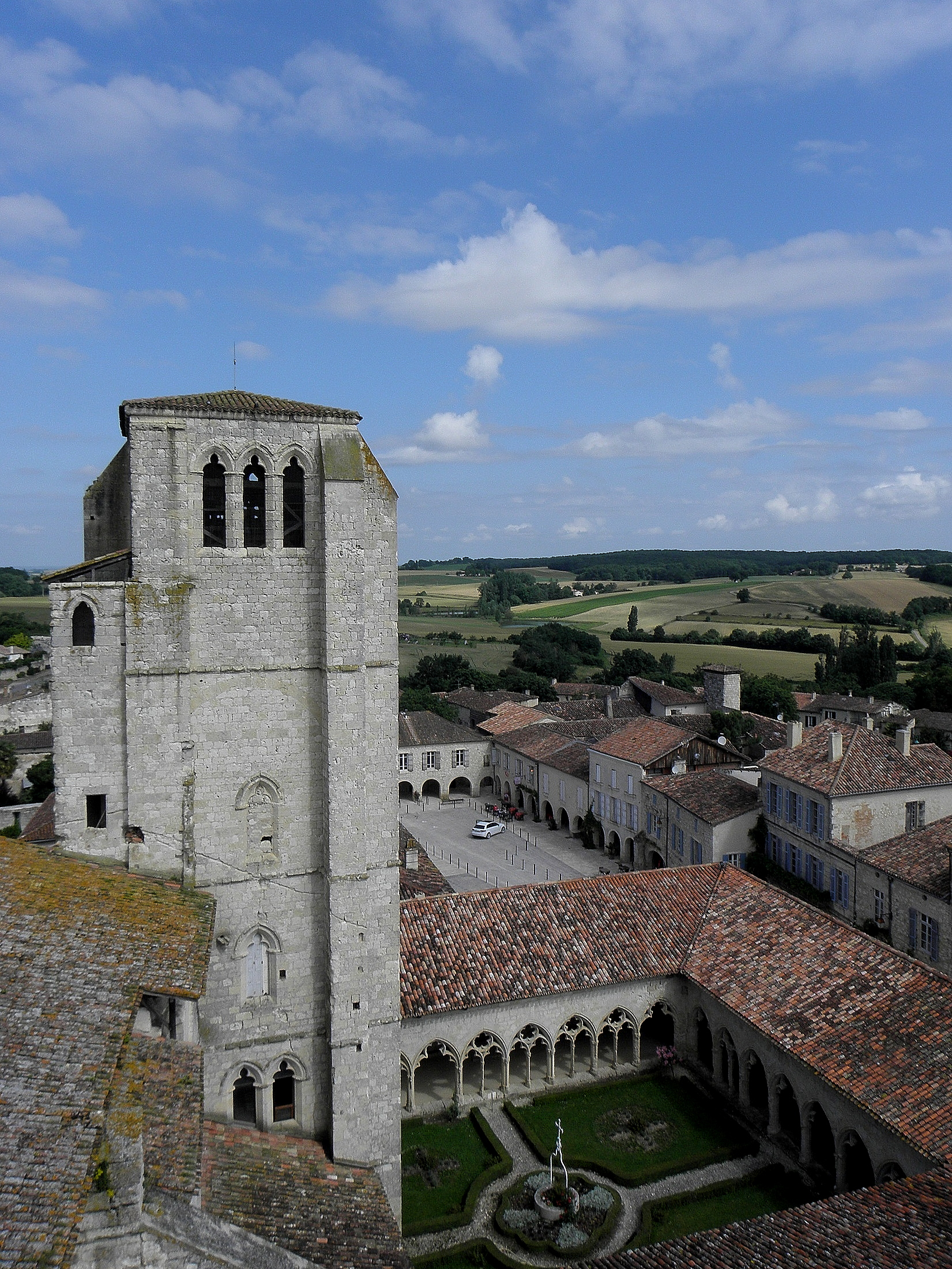
Tour carré